# 羅伯特·莫斯利
羅伯特·約翰·莫斯利（英語：Robert John Maudsley，1953年6月26日—）是一個英國連環殺手，共謀殺四人，且其中三起命案是他在服無期徒刑時犯下。 英國媒體宣稱莫斯利曾挖開其中一名死者的腦部，吞食部分人腦，而有「食人魔漢尼拔」之稱。 不過，英國的新聞訴願審議委員會（Press Complaints Commission）曾指出，根據驗屍報告，這一流傳甚廣的稱號並非事實。

## 童年經歷
羅伯特·莫斯利是個孤兒，在英國利物浦克羅斯比一個由天主教修女管理的孤兒院渡過幼年時期。8歲那年，莫斯利的生父在將他接回照顧，卻動輒家暴、施虐，直到社福機構介入，並剝奪生父的監護權為止。 青少年時期的莫斯利是個男妓，為了滿足毒癮而在倫敦賣淫，那時是1960年代。他最後因出現自殘行為，而被強制送往心理治療機構。當時莫斯利向醫師表示，自己曾聽見有聲音要他殺掉自己的父母； 他也透露他在小時候曾遭虐待，留下深刻的心理創傷。當莫斯利真的殺了人後，他還說：「如果我當時就殺了父母，這些人就不用死了。」

## 殺人
1974年，莫斯利殺了第一個人，受害者是他的嫖客；這名戀童癖男子在兩人完事後，向莫斯利展示他為他所性侵的兒童拍攝的兒童色情照片，曾有家暴陰影的莫斯利便憤而掐死他。其後，莫斯利被捕，遭判無期徒刑，終身不得假釋；但由於莫斯利精神狀態不穩，英國獄政當局便將他送往布羅德莫精神病院接受強制治療。1977年，莫斯利夥同另一名病友大衛·切斯曼（David Cheeseman）將一名曾猥褻兒童的病友關在一個單人囚室，折磨、凌虐九小時後將其殺害。莫斯利事後僅被判過失殺人，並被送往韋克菲爾德監獄服刑。他對此大表不滿，努力想重回布羅德莫精神病院。
1978年，莫斯利無故於一天之內連殺兩個獄友。他先殺了薩爾尼·達伍（Salney Darwood），一個因過失殺害妻子服刑的男人。莫斯利邀請達伍進入他的單人囚室後，先掐死他，再用刀狂刺，然後把他的屍體藏在床下。莫斯利接著邀請其他獄友到他的囚室「參觀」，但其他人都拒絕了。莫斯利便找上比爾·羅伯特（Bill Roberts）為當天第二個受害者。他用一把臨時製作的武器敲開比爾·羅伯特的頭蓋骨，再把他的頭往牆上狂敲。接著，莫斯利冷靜地走向監獄辦公室，把武器放在桌上，告訴獄方人員，下次點名時會少了兩個人。